# Paul Lemeteyer
Paul Lemeteyer (Nantes, 4 de junio de 1942) fue un ciclista francés, que fue profesional entre 1964 y 1969. Su éxito deportivo más importando fue la victoria en una etapa del Tour de Francia de 1967

## Palmarés
- 1964
  - 1.º en la París-Ezy
  - Vencedor de 2 etapas de la Vuelta en Túnez
- 1965
  - 1.º en Camors
  - Vencedor de una etapa del Dauphiné Libéré
- 1966
  - 1.º en Nantes
  - 1.º en Ploeuc
  - Vencedor de una etapa del Midi Libre
- 1967
  - Vencedor de una etapa en el Tour de Francia
  - Vencedor de una etapa de los Cuatro días de Dunkerque
- 1968
  - 1.º en Concarneau
  - 1.º en el Trofeo Jaumendreu (etapa de la Semana Catalana)
- 1969
  - 1.º en Saint-Clet
  - 1.º en St Ciet
  - 1.º en Pleyber-Christ

### Resultados en el Tour de Francia
- 1967. 78.º de la clasificación general. Vencedor de una etapa
- 1968. Abandona (12.ª etapa)
- 1969. Abandona (6.ª etapa)

### Resultados en la Vuelta a España
- 1965. 45.º de la clasificación general
- 1968. 43.º de la clasificación general

### Resultados al Giro de Italia
- 1967. Abandona